# Júlio Cibo
Júlio Cibo, também escrito Cybo, em italiano moderno Giulio Cibo (Roma, 1 de março de 1525 – Milão, 18 de maio de 1548) foi marquês soberano de Massa e Senhor soberano de Carrara de 7 de outubro de 1546 a 27 de junho de 1547. Sucedeu, no meiu de graves conflitos, à sua mãe, Ricarda Malaspina, que, após pouco mais de oito meses, retoma o poder. O jovem morreu decapitado no ano seguinte, exemplarmente condenado à morte por traição pelo imperador Carlos V.
Júlio também se auto-intitulou por vezes com o duplo apelido "Cibo Malaspina", adoptando assim também o da sua família materna, e com o duplo apelido foi frequentemente relatado na historiografia posterior.

## Biografia

### Primeiros anos

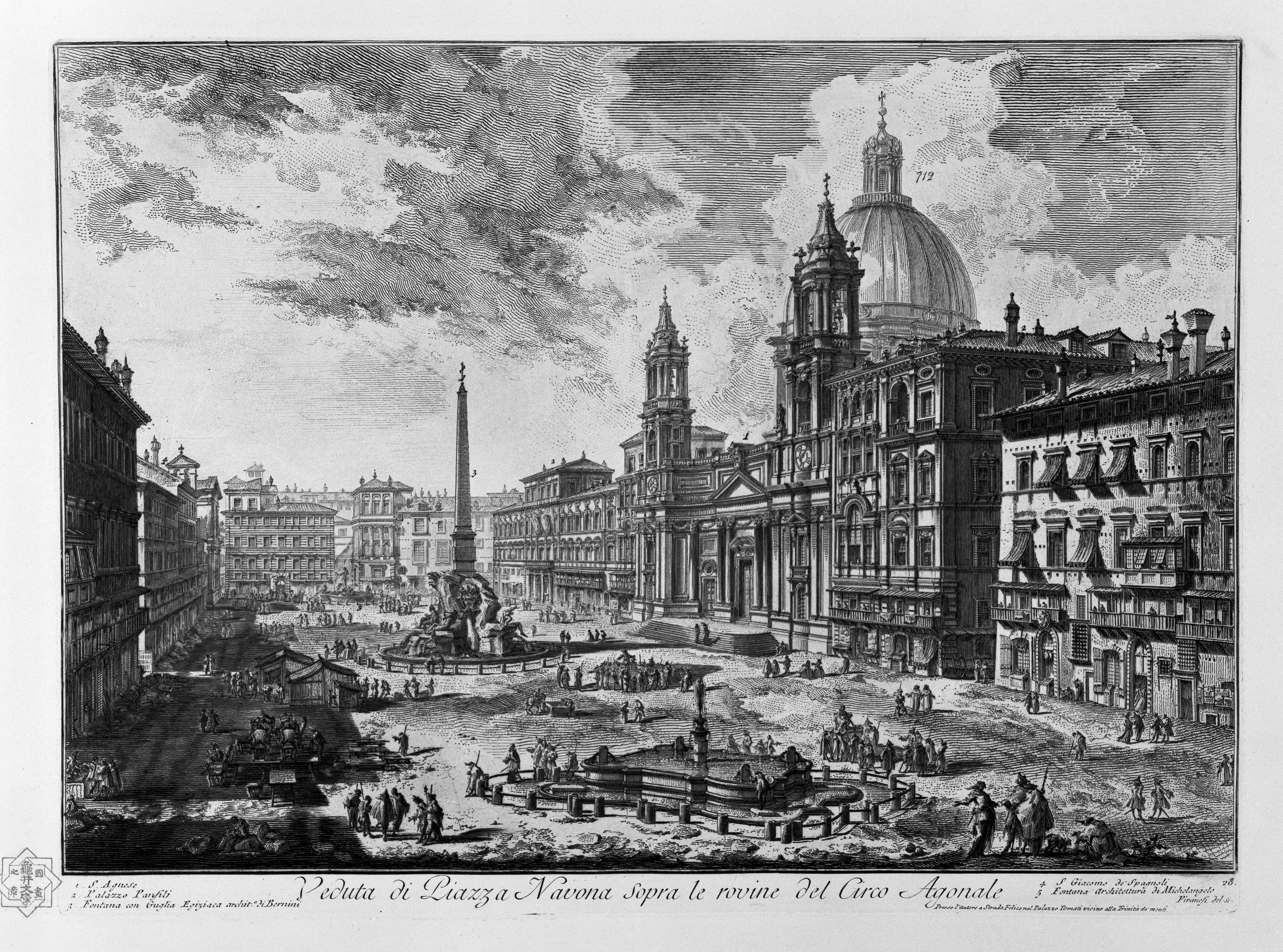
Palazzo Cybo, piazza Navona, onde Júlio nasceu (Piranesi)

Nos seus pais foram Ricarda Malaspina, pretendente à herdeira (embora mulher) do ramo Massa da família Malaspina do Spino Fiorito como a filha mais velha sobrevivente de António Alberico II Malaspina (meados do séc. XV-1519), marquês de Massa e Senhor de Carrara, e Lourenço Cybo, Conde de Ferentillo, filho de Franceschetto Cybo (e, portanto, neto do Papa Inocêncio VIII) e de Madalena de Médici (e, portanto, neto de Lourenço o Magnífico).
Júlio nasce em Roma no dia 1 de março de 1525 no palácio Cybo, na piazza Navona, que pertencia ao pai, onde Ricarda gostava de permanecer.
Em antecipação do iminente saque de Roma (1527), a família retorna à sua residência oficial, o castelo da cidade de Massa, capital dos seus estados. Durante as ausências da marquesa, e de acordo com as disposições do seu defunto pai, era a sua mãe Lucrécia d'Este, que administrava Massa e Carrara, coadjuvada pelo cunhado, o cardeal Inocêncio Cybo.
Ricarda e os filhos, Leonor e Júlio, regressaram a Roma e depois, a partir de 1533, a Florença, istalando-se no palazzo Pazzi (que pertencia à família Cybo), juntamente com a sua mãe e a sua irmã Tadeia, bem como o seu cunhado cardeal, de quem Ricciarda se tornara uma espécie de maîtresse-en-titre. Tadeia, por sua vez, era amante do novo jovem duque de Florença, Alexandre de Médici. O marido, Lourenço Cybo, com quem a relação conjugal era irremediavelmente quebrada, estabeleceu-se na sua propriedade em Agnano, perto de Pisa, daí administrando o seu Condado de Ferentillo.
Em 1543 Júlio, com 18 anos, vai para Barcelona onde, com o apoio do almirante Andrea Doria, passou a pertencer à Corte do imperador Carlos V, deslocando-se imediatamente para Itália e Flandres seguindo o exército imperial e acompanhando o braço direito do imperador, Ferrante Gonzaga, em missão diplomática a Inglaterra.

### Rivalidade com a sua mãe
As graves desavenças entre Júlio e a despótica mãe dependerão sobretudo das disposições testamentárias do defunto avô, António Alberico II Malaspina, que havia estabelecido como seu sucessor o futuro varão primogénito da filha e entretanto havia nomeado a própria Ricarda «dona e senhora e usufrutuária e herdeira da sua herança [de António Alberico] e dos seus bens, enquanto ela tiver idade para conceber e ter filhos.".
Em 1544, queixando-se de que o subsídio que lhe foi concedido pela mãe se revelava absolutamente insuficiente para prosseguir a desejada carreira militar, Júlio regressou a Itália, estabelecendo-se temporariamente em Carrara, com o tio, o Cardeal Inocêncio Cybo, passando depois a Agnano com o pai e, por fim, em Roma. Reclama à sua mãe, na qualidade de primogénito, o direito a marquês de Massa e senhor de Carrara, mas a mãe recusou, proclamando o seu direito pessoal ao título em virtude da investidura direta recebida do imperador em 1529, e também o direito de escolher pessoalmente o seu sucessor entre os filhos que lhe foi concedido com outro diploma imperial de 1533.
Depois de uma prima tentativa falhada de depor a mãe em 1545, no ano seguinte Júlio desafiou-a novamente pelo controlo do marquesado. Com o apoio de Cosme I de Médici e Andrea Doria, tomou o poder pela força, ocupando as terras de Massa e Carrara com tropas fornecidas por Cosme I e lideradas pelo seu pai Lorenzo, proclamando-se marquês. Ricarda recorreu imediatamente ao imperador, e Carlos V decidiu confiscar temporariamente o marquesado, colocando-o nas mãos do seu plenipotenciário em Itália, Ferrante Gonzaga, e depois, a pedido de Júlio, nas do cardeal Cybo.
A recalcitrância de Júlio em cumprir os decretos imperiais e as suspeitas suscitadas em Cosme I pelos seus laços cada vez mais estreitos com a família Doria, induziram o duque de Florença a mandá-lo prender em Pisa em 17 de Março de 1747 e a mantê- lo na prisão até ao dia 20. quando finalmente aceitou colocar o marquesado nas mãos do seu tio.
Entretanto, em dezembro de 1546, Júlio havia casado com Peretta Doria (1526–1591), filha de Tomás (Tommaso) e irmã de Giannettino Doria (1510–1547), herdeiro designado de Andrea e pai de Giovanni Andrea. Tinha sido prometido a Júlio um grande dote, com o qual imaginava financiar a sua conquista do poder. Na verdade, continuou a exercer fortes pressões sobre a mãe, com promessas, ameaças e novos actos de força, e, principalmente graças à intercessão do seu tio, o Cardeal, conseguiu finalmente a estipulação de um contrato oneroso com ela para a compra dos direitos do governo sobre o marquesado, permanecendo a soberania na posse da marquesa. Os encargos do contrato, no entanto, estavam absolutamente acima das suas possibilidades e planeava cobrir a grande dívida dele decorrente – no valor de 40.000 ducados – metade dos fundos que esperava poder angariar sozinho, e metade de todo o dote da sua mulher. Andrea Doria, o chefe de família, recusou-se a proceder ao pagamento do dote, culpando inicialmente as dificuldades financeiras da família durante esse período, e argumentando depois que já tinha praticamente pago o que devia pelo dote, ao financiar as tentativas de Giulio para tomar o marquesado à força.
A 27 de junho de 1547, pendente de pagamento por Júlio da totalidade do valor acordado, Ricarda retomou a posse do marquesado.

### Conspirações dos Fieschi e morte
Até então, Júlio apoiava fielmente Andrea Doria. Em janeiro de 1747, por ocasião de uma revolta liderada pelo seu cunhado Gian Luigi Fieschi (1523–1547), não hesitou em enviar para o norte uma pequena expedição militar para ajudar Doria; que, no entanto, foi interrompida ao longo do caminho pela notícia do fracasso da rebelião.
Depois de Doria se ter recusado a pagar-lhe o dote, a atitude de Júlio mudou radicalmente e, na segunda metade do ano, aderiu a uma conspiração contra Doria montada pelo irmão de Gian Luigi, Ottobono Fieschi (?-1555) e outros refugiados genoveses em Veneza, e também apoiada pela família Strozzi de Florença, agora ao serviço de França, e pelo novo duque de Parma, Pedro Luís Farnésio. Mais ou menos nos bastidores estavam provavelmente o pai deste último, o Papa Paulo III, e os franceses. O objetivo era entrar na cidade e assassinar Doria, o embaixador espanhol e outros membros do partido Doria. Estes acontecimentos deveriam desencadear uma revolta popular e o plano seria concluído com a chegada das tropas francesas do Piemonte.
A conspiração foi descoberta antes de qualquer ação ser tomada e Cybo foi preso em Pontremoli( a 22 de janeiro de 1748. Apesar das tentativas de o salvar por parte da sua mãe e do seus primos afastados Cosme I da Toscânia e Hércules II d'Este, duque de Ferrara, foi considerado culpado de traição pelo imperador e decapitado em Milão, em maio de 1548.
Após a morte da mãe em 1553, os estados de Massa e Carrara foram finalmente herdados pelo seu irmão mais novo, Alberico I, na verdade provavelmente seu meio-irmão, como filho do cardeal Cybo. Alberico, em conformidade com as disposições testamentárias de Ricarda, adotou o novo apelido Cybo Malaspina acrescentando o da mãe ao do seu pai (como o seu irmão mais velho fizera por sua iniciativa cerca de dez anos antes).
Júlio Cibo foi inicialmente sepultado na igreja milanesa de Santa Maria degli Angeli (pertencente à Ordem dos Frades Menores, a quem Júlio escreveu ao tio na véspera da sua morte para fazer uma doação). Por ordem de Alberico I, o seu corpo foi finalmente transladado para Massa em 1573, e sepultado na cripta da catedral junto dos restos mortais dos seus pais.

## Títulos
Os títulos completos de Júlio incluíam: Marquês de Massa e senhor soberano de Carrara, Moneta e Avenza; Patrício romano, genovês, napolitano, de Pisa e de Florença; Nobre de Viterbo.